# Vireux-Wallerand
Vireux-Wallerand est une commune française, située sur la rive droite de la Meuse, dans le département des Ardennes en région Grand Est.

## Géographie
| Vireux-Molhain     |                  | Aubrives |
| Montigny-sur-Meuse | Vireux-Wallerand |          |
| Haybes             |                  | Hargnies |

### Hydrographie
La commune est dans le bassin versant de la Meuse au sein du bassin Rhin-Meuse. Elle est drainée par la Meuse, le canal de l'Est Branche-Nord, le ruisseau le Risdoux, le ruisseau de Lire, le ruisseau de Pourrie Fontaine, le ruisseau de Rotzau, le ruisseau du Fond d'Aleine et le ruisseau de Thirissart,.
La Meuse, d'une longueur de 486 km, est un fleuve européen qui prend sa source en France, dans la commune du Châtelet-sur-Meuse, à 409 mètres d'altitude, et se jette dans la mer du Nord après un cours long d'approximativement 950 kilomètres traversant la France, la Belgique et les Pays-Bas. Elle longe la commune sur son flanc ouest, s'écoulant du sud vers le nordsur une longueur d'environ 1,8 km.
Le canal de l'Est Branche-Nord, d'une longueur de 141 km, est un chenal et un cours d'eau naturel navigable qui relie Givet à Troussey, où il rejoint le canal de la Marne au Rhin. Il se superpose pour partie, dans la commune, à la Meuse, sur une longueur d'environ 2,7 km.

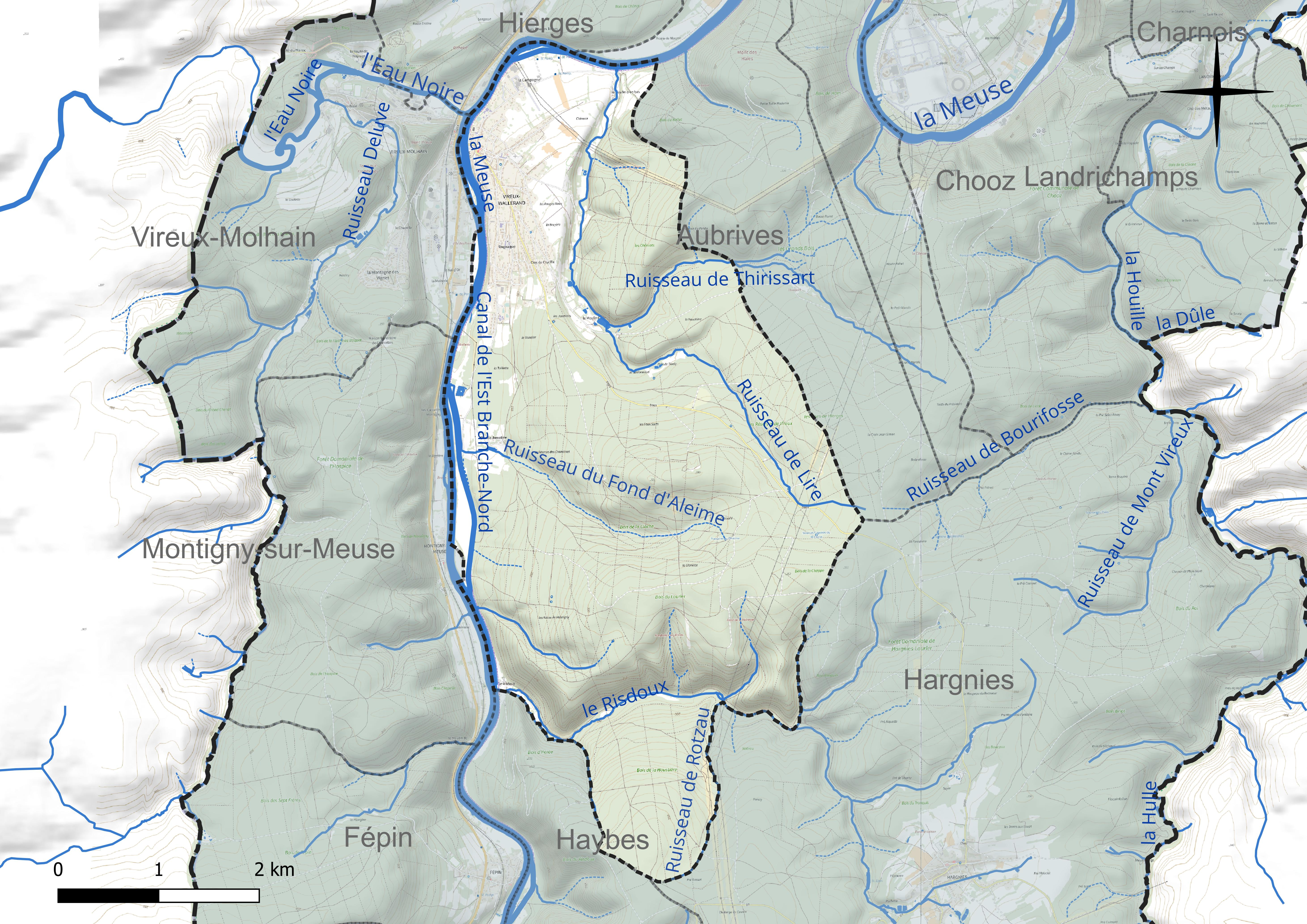
Réseau hydrographique de Vireux-Wallerand.

### Climat
Pour des articles plus généraux, voir Climat du Grand Est et Climat des Ardennes.
En 2010, le climat de la commune est de type climat de montagne, selon une étude du Centre national de la recherche scientifique s'appuyant sur une série de données couvrant la période 1971-2000. En 2020, Météo-France publie une typologie des climats de la France métropolitaine dans laquelle la commune est exposée à un climat océanique altéré et est dans la région climatique  Lorraine, plateau de Langres, Morvan, caractérisée par un hiver rude (1,5 °C), des vents modérés et des brouillards fréquents en automne et hiver.
Pour la période 1971-2000, la température annuelle moyenne est de 10,5 °C, avec une amplitude thermique annuelle de 15,5 °C. Le cumul annuel moyen de précipitations est de 936 mm, avec 13,5 jours de précipitations en janvier et 9,6 jours en juillet. Pour la période 1991-2020, la température moyenne annuelle observée sur la station météorologique de Météo-France la plus proche, « Rocroi », sur la commune de Rocroi à 23 km à vol d'oiseau, est de 9,5 °C et le cumul annuel moyen de précipitations est de 1 210,4 mm. 
La température maximale relevée sur cette station est de 37,6 °C, atteinte le 25 juillet 2019 ; la température minimale est de −14,7 °C, atteinte le 4 février 2012,,.
Les paramètres climatiques de la commune ont été estimés pour le milieu du siècle (2041-2070) selon différents scénarios d'émission de gaz à effet de serre à partir des nouvelles projections climatiques de référence DRIAS-2020. Ils sont consultables sur un site dédié publié par Météo-France en novembre 2022.

## Urbanisme

### Typologie
Au 1er janvier 2024, Vireux-Wallerand est catégorisée bourg rural, selon la nouvelle grille communale de densité à 7 niveaux définie par l'Insee en 2022.
Elle appartient à l'unité urbaine de Vireux-Wallerand, une agglomération intra-départementale dont elle est ville-centre,. La commune est en outre hors attraction des villes,.

### Occupation des sols
L'occupation des sols de la commune, telle qu'elle ressort de la base de données européenne d’occupation biophysique des sols Corine Land Cover (CLC), est marquée par l'importance des forêts et milieux semi-naturels (80,3 % en 2018), une proportion identique à celle de 1990 (80,3 %). La répartition détaillée en 2018 est la suivante : 
forêts (79,9 %), prairies (8,9 %), zones urbanisées (5,8 %), eaux continentales (3,4 %), terres arables (1,5 %), milieux à végétation arbustive et/ou herbacée (0,3 %), cultures permanentes (0,1 %). L'évolution de l’occupation des sols de la commune et de ses infrastructures peut être observée sur les différentes représentations cartographiques du territoire : la carte de Cassini (XVIIIe siècle), la carte d'état-major (1820-1866) et les cartes ou photos aériennes de l'IGN pour la période actuelle (1950 à aujourd'hui).

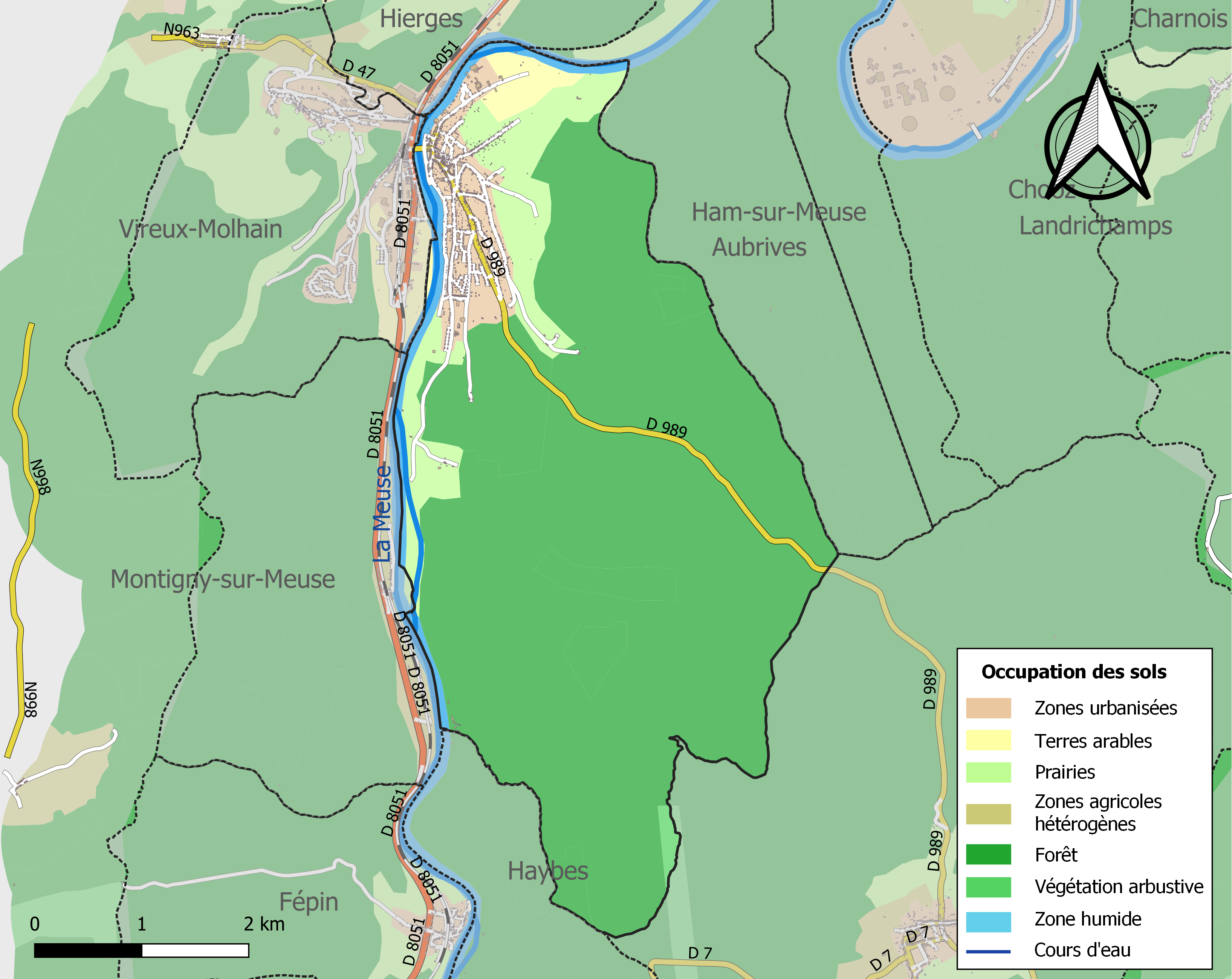
Carte des infrastructures et de l'occupation des sols de la commune en 2018 (CLC).

## Toponymie
Le nom de la localité est attesté sous les formes Vileruel en 1171-8, Viruel en  1292, Viroul le Walran en 1380 , Viroy sur Meuse en 1418.
Vireux est le nom d'une importante agglomération : comme Givet, le chef - lieu du canton , elle s'est développée sur les deux rives de la Meuse, d'où Vireux-Wallerand, rive droite, Vireux-Molhain, rive gauche,.
Vireux-Wallerand, situé au confluent de la Meuse et du Viroin, a sans doute emprunté son nom à cette rivière,,.
Ses habitants sont appelés les Viroquois (un Viroquois, une Viroquoise). Ils avaient comme sobriquet les Bayamons ou Bohemons ; Wallerand étant historiquement aux comtes de Luxembourg qui étaient aussi rois de Bohème.

## Histoire
En 1978, Vireux-Wallerand a fêté le tricentenaire de son intégration au royaume de  France, au  terme  du  traité de Nimègue, qui fût signé le 17 septembre 1678 entre Charles II, Roi d’Espagne et Louis XIV.
Voici donc trois siècles que Vireux-Wallerand est devenu Français.
De tous temps, si l’on remonte au Moyen Age, Vireux-Wallerand était terre de Luxembourg dont les confins étaient la Meuse.
C’est finalement en 1678, lors du traité de Nimègue, que la ville de Vireux-Wallerand est cédée à la France, scellant ainsi son destin français. Cette transition marque un tournant décisif dans l’histoire de la commune.

## Politique et administration

### Liste des maires
| Période                                  | Période                   | Identité                                      | Étiquette | Qualité |
| ---------------------------------------- | ------------------------- | --------------------------------------------- | --------- | --- |
| 1790                                     |                           | Antoine Joseph Bertrand                       |           | |
| ?                                        | 1876                      | Lavocat                                       |           | |
| 1877                                     | ?                         | Lambert                                       |           | |
| Les données manquantes sont à compléter. |                           |                                               |           | |
| Maire en 1967                            | ?                         | André Ebling                                  | UNR       | |
| Les données manquantes sont à compléter. |                           |                                               |           | |
| mars 1983                                | juin 1995                 | Guy Rossion                                   |           | Ancien contremaître sidérurgiste                                                                                      |
| juin 1995                                | En cours (au 27 mai 2020) | Bernard Dekens Réélu pour le mandat 2020-2026 | UMP → LR  | Pharmacien Conseiller régional de Champagne-Ardenne (2010 → 2015) Président de la CC Ardenne rives de Meuse (2008 → ) |
| Les données manquantes sont à compléter. |                           |                                               |           | |

Vireux-Wallerand a adhéré à la charte du parc naturel régional des Ardennes, à sa création en décembre 2011.

## Démographie
L'évolution du nombre d'habitants est connue à travers les recensements de la population effectués dans la commune depuis 1793. Pour les communes de moins de 10 000 habitants, une enquête de recensement portant sur toute la population est réalisée tous les cinq ans, les populations de référence des années intermédiaires étant quant à elles estimées par interpolation ou extrapolation. Pour la commune, le premier recensement exhaustif entrant dans le cadre du nouveau dispositif a été réalisé en 2007.

En 2022, la commune comptait 1 849 habitants, en évolution de −7,09 % par rapport à 2016 (Ardennes : −2,97 %, France hors Mayotte : +2,11 %).
| 1793 | 1800 | 1806 | 1821 | 1831 | 1836 | 1841 | 1846 | 1851 |
| ---- | ---- | ---- | ---- | ---- | ---- | ---- | ---- | ---- |
| 542  | 575  | 621  | 684  | 773  | 813  | 832  | 893  | 939  |

| 1866  | 1872  | 1876  | 1881  | 1886  | 1891  | 1896  | 1901  | 1906  |
| ----- | ----- | ----- | ----- | ----- | ----- | ----- | ----- | ----- |
| 1 152 | 1 194 | 1 266 | 1 431 | 1 413 | 1 291 | 1 342 | 1 387 | 1 406 |

| 1911  | 1921  | 1926  | 1931  | 1936  | 1946  | 1954  | 1962  | 1968  |
| ----- | ----- | ----- | ----- | ----- | ----- | ----- | ----- | ----- |
| 1 492 | 1 380 | 1 432 | 1 469 | 1 379 | 1 319 | 1 467 | 1 887 | 2 231 |

| 1975  | 1982  | 1990  | 1999  | 2006  | 2007  | 2012  | 2017  | 2022  |
| ----- | ----- | ----- | ----- | ----- | ----- | ----- | ----- | ----- |
| 2 159 | 2 035 | 2 020 | 2 034 | 1 933 | 1 916 | 2 018 | 1 962 | 1 849 |

## Culture locale et patrimoine

### Lieux et monuments
- Le domaine château le Risdoux à Vireux-Wallerand.
- Église Saint-Georges de Vireux-Wallerand.
- Chapelle Saint-Roch de Vireux-Wallerand.

### Langue locale
Vireux-Wallerand fait partie du domaine wallon de France. Le lexicographe Jules Waslet (wa), qui a consacré un ouvrage au dialecte de la région de Givet, considère que le wallon de Vireux-Wallerand appartient à un ensemble qu'il appelle le sous-dialecte givetois d'oyi, d'après la manière d’exprimer l’adverbe d’affirmation oui sur ce territoire.

### Héraldique
| Armes de Vireux-Wallerand | Les armes de Vireux-Wallerand se blasonnent ainsi : D’azur au chevron d’or accompagné en chef de deux étriers d’argent et en pointe d’un trèfle du même. |